# Gaétan Catanoso
Gaétan Catanoso (San Lorenzo, 14 février 1879 - Reggio de Calabre, 4 avril 1963 ), prêtre italien. Il déploya une activité sacerdotale en Calabre, et propagea la dévotion à la Sainte Face. Il fonda dans ce but des confréries, un sanctuaire et la congrégation des Sœurs Véronique de la Sainte Face. Il est fêté le 4 avril.

## Biographie
Gaétan né le 14 février 1879 à San Lorenzo petit village de l'archidiocèse de Reggio de Calabre. Sa famille travaille dans l'agriculture et était profondément chrétienne.
À dix ans, il entre au séminaire archiépiscopal de Reggio de Calabre et ordonné prêtre le 20 septembre 1902
Il est alors nommé Préfet d'ordre au séminaire, puis, deux ans après, en 1904 il devint curé de Pentedattilo un village pauvre et isolé de Calabre où il partage la vie difficile et laborieuse des habitants.
En 1918 il s'inscrit à l'archiconfrérie de Tours afin de devenir Missionnaire de la Sainte Face, et dès l'année suivante, il fonde dans son village la Pieuse Union de la Sainte Face.
Il institue aussi l'Œuvre des Clercs pauvres pour aider les jeunes hommes nécessiteux à faire les études obligatoires pour devenir prêtres.
De 1921 à 1940, il devint curé de l'église Santa Maria della Purificazione à Reggio de Calabre. Il est aussi 
- Directeur spirituel du séminaire archiépiscopal (de 1922 à 1949),
- aumônier des Hôpitaux Réunis (de (1922 à 1933),
- confesseur des instituts religieux de la ville et de la prison (de 1921 à 1950),
- chanoine pénitencier de la cathédrale (de 1940 à 1963) et
- recteur de la Pieuse Union de la Sainte Face qui avait été transférée en 1950 à Reggio de Calabre.

Animateur infatigable de missions populaires, il forme des équipes volantes de prêtres afin de venir aider et soutenir ponctuellement les curés en difficulté.
En 1934, fortement encouragé par Dom Orione, son ami, il fonde la Congrégation des Sœurs Véroniques de la Sainte Face, dont la charte fut canoniquement approuvée en 1953. Ensuite, il fait le projet de construire un sanctuaire dédié à la Sainte Face mais il meurt avant d'avoir pu le voir se réaliser puisqu'il n'ouvre qu'en 1972.
Il meurt le 4 avril 1963 à Reggio de Calabre.

## Œuvre et spiritualité

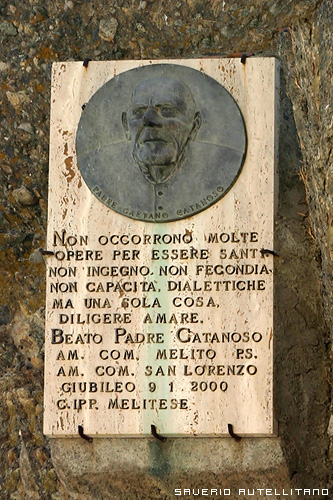
Plaque commémorative

Le Père Catanoso passe toute sa vie sacerdotale à se dévouer aux fidèles qui lui sont confiés, assistant et aidant les orphelins, les malades, les pauvres, et soutenant spirituellement les séminaristes et les religieux.
La célébration de la Messe et l'adoration de l'Eucharistie sont les piliers de sa vie.
Il a une profonde dévotion pour la Sainte Face. Il disait « La Sainte Face est ma vie ». Il aime à répéter qu'il aurait voulu être Simon de Cyrène pour aider Jésus à porter la croix au Calvaire. Il estime que la lourdeur de la croix était due plus aux péchés des hommes que Jésus portait, qu'au poids du bois de l'instrument du supplice. Dans le visage de tout être en souffrance il disait voir « le Visage ensanglanté et défiguré du Christ ».
C'est sur ce principe d'adoration et de réparation qu'il a fondé les Sœurs de la Sainte Face dont la vocation était d'essuyer le visage du Christ sur tous les crucifiés du monde.
Une première maison sera ouverte en 1935 à Riparo en Calabre. Les sœurs assuraient la catéchèse, et prenaient soin des pauvres et des isolés, tout en s'appuyant sur la prière et la méditation des souffrances du Christ.
La famille Catanoso continue actuellement à aider les établissements, tandis que la fondation du Père Gaétan s'est étendue dans le monde, jusqu'aux Philippines et en Tanzanie.

## Citations
- De Jean-Paul II lors de la cérémonie de béatification : « Sa vie constitue pour tous une invitation pressante à rechercher dans les valeurs éternelles de la foi et de la tradition chrétienne les bases pour édifier le progrès authentique de la société ».
- Du Père Gaétan : « Si nous voulons adorer le Visage royal de Jésus... nous le trouvons dans la divine Eucharistie, où, avec le Corps et le Sang de Jésus Christ, se cache sous le voile immaculé de l'Hostie, le Visage de Notre Seigneur ».
- «  Vous devez vous rendre dans les endroits les plus isolés et abandonnés, là où les autres congrégations refusent d'aller. Votre mission consiste à récolter les épis abandonnés par les moissonneurs » [1]

## Béatification - canonisation
- Gaétan Catanoso est béatifié le 4 mai 1997 par le Pape Jean-Paul II.
- Il est canonisé le 23 octobre 2005, au terme du synode sur l'Eucharistie et de la Journée mondiale des Missions, par le Pape Benoît XVI, en même temps que :
  - Joseph Bilczewski
  - Sigismond Gorazdowski
  - Albert Hurtado
  - Félix de Nicosie.
- Il est fêté le 4 avril selon le Martyrologe romain[2].

## Sources
- « Biographie officielle de Gaetano Catanoso (1879-1963) pour sa canonisation le 23 octobre 2005 », sur Vatican.va (consulté le 8 mai 2017)